# Karin Mathes
Karin Mathes (* 22. Januar 1955 in Kassel) ist eine bremische Politikerin (Bündnis 90/Die Grünen) und ehemalige Abgeordnete der Bremischen Bürgerschaft.

## Leben

### Ausbildung und Beruf
Karin Mathes engagierte sich bereits mit 16 Jahren ehrenamtlich, zunächst als Trainerin im Kunstradfahren. 1976 und 1977 wurde sie, zusammen mit ihrer Schwester Gudrun, Weltmeisterin im Zweier-Kunstradfahren. Nach dem Abitur studierte Karin Mathes und schloss das Studium als Diplom-Mathematikerin ab und promovierte zum Dr. rer. nat. Sie habilitierte sich in Ökologie. Sie war 1979 bis 1981 Tutorin für Mathematik der Gesamthochschule Kassel und wissenschaftliche Hilfskraft der Gesamthochschule Kassel und 1981 Mentor der Fernuniversität Hagen. Zwischen 1982 und 1993 war sie im Rahmen unterschiedlicher Projekte wissenschaftliche Mitarbeiterin an der Universität Bremen und 1994 bis 1996 wissenschaftliche Assistentin am Zentrum für Umweltforschung und Umwelttechnologie der Universität Bremen. 1994 bis 1997 war sie Leiterin des Arbeitskreises "Theorie in der Ökologie" der Gesellschaft für Ökologie. Schwerpunkte ihrer Tätigkeiten in Forschung und Lehre waren Biostatistik, Theorie in der Ökologie, Ökologische Risikobewertung von Chemikalien sowie gentechnisch veränderten Organismen. Sie ist derzeit Privatdozentin im Fachgebiet Ökologie. 1994 wurde ihr der Berninghausenpreis für ausgezeichnete Lehre und ihre Innovation verliehen.
Karin Mathes beteiligte sich in den unterschiedlichsten Gremien der universitären Selbstverwaltung. Im Mai 2010 wurde sie in Bremen von den Beiräten der dortigen Stadtteile Schwachhausen und Vahr zur neuen Ortsamtsleiterin des Ortsamts Schwachhausen/Vahr gewählt. Sie wurde jedoch erst am 14. Juni 2011 ernannt. Ihre Amtszeit endete am 14. Juni 2021.

### Politik
1989 trat Mathes der Partei der Grünen bei. Sie war unter anderem von 1991 bis 1995 Mitglied des Beirats Schwachhausen für ihre Partei und 1993/1994 Mitglied des Landesvorstands von Bündnis 90/Die Grünen.
Sie war von 1999 bis 2011 Abgeordnete der Bremischen Bürgerschaft. Von 2004 bis 2011 war sie Vizepräsidentin und Mitglied des Vorstands der Bremischen Bürgerschaft. Zwischen 2009 und ihrem Amtsantritt als Ortsamtsleiterin war sie neben Susan Ella-Mittrenga Vorstandssprecherin des Landesverbands von Bündnis 90/Die Grünen in Bremen.
Sie war in der Bürgerschaft in den Betriebsausschüssen Performa Nord und Umweltbetrieb Bremen, in den Ausschüssen Erleichterung der Volksgesetzgebung und Weiterentwicklung des Wahlrechtes Haushalt- und Finanzen, Rechnungsprüfung und im Verfassungs- und Geschäftsordnungsausschuss sowie in der Deputation für Umwelt und Energie vertreten.
Ihre politischen Schwerpunkte sind die Umwelt-, die Energie-, Landwirtschafts- und Verbraucherschutzpolitik.

## Veröffentlichungen
- Computersimulation. Eine Methode zur Beurteilung von Umweltbelastungen, untersucht am Beispiel des Stickstoff-Haushalts eines Ruderal-Ökosystems. Dissertation. Universität Bremen, 1987
- mit Gerd Weidemann: Zur Wirkung von Chemikalien auf Ökosysteme. Zusammenfassung und Bewertung der Ergebnisse des BMFT-Forschungsprogramms: Indikatoren zur Bewertung der Belastbarkeit von Ökosystemen. Forschungszentrum Jülich, 1991, ISBN 3-89336-061-1
- mit Broder Breckling und Klemens Ekschmitt (Hrsg.): Systemtheorie in der Ökologie. Beiträge zu einer Tagung des Arbeitskreises „Theorie“ in der Gesellschaft für Ökologie: Zur Entwicklung und aktuellen Bedeutung der Systemtheorie in der Ökologie, Schloss Rauischholzhausen im März 1996. ecomed, Landsberg 1996, ISBN 3-609-69340-1
- mit Hartmut Koehler und Broder Breckling (Hrsg.): Bodenökologie interdisziplinär. Springer, Berlin [u. a.] 1999, ISBN 3-540-66172-7